# Jorge Canavesi
Jorge Hugo Canavesi (Buenos Aires, 22 agosto 1920 – 2 dicembre 2016) è stato un cestista e allenatore di pallacanestro argentino.
Ha vinto con la Nazionale argentina il Campionato mondiale 1950, l'unico nella storia dei sudamericani.

## Carriera
È stato campione d'Argentina con il GVP. Nel 1948 viene nominato commissario tecnico della Nazionale per le Olimpiadi di Londra 1948, in cui si classifica al 15º posto. Appena due anni dopo, ai mondiali di Buenos Aires, Canavesi, coadiuvato da Casimiro Gonzalez Trilla, riesce nell'impresa di vincere il mondiale.
Nel 1951 è vicecampione ai Giochi panamericani di Buenos Aires. Torna alle Olimpiadi nel 1952, ad Helsinki: questa volta la Nazionale si classifica al quarto posto. Tornato ai club, vince ancora il titolo argentino con Viedma. Intanto, vince i Mondiali universitari nel 1954 di Dortmund e il Sudamericano giovanile di Cúcuta 1955. Nello stesso periodo vince il campionato intercollegiale argentino con il Colegio Nacional Bariloche. Nel 1971 è allenatore panamericano.
Fu anche professore nazionale di educazione fisica e condusse corsi e conferenze per tutta l'Argentina. Fece parte di più della metà delle federazioni argentina. Infine, supervisionò l'educazione fisica per tutta la Patagonia e fu direttore nazionale EF e dell'Instituto Nacional Deporte.

## Palmarès
- Campionato mondiale: 1
Nazionale argentina: 1950